# 오우라 노리노스케
오우라 노리노스케(大浦教之助, おおうら のりのすけ , 간세이 5년(1793년) - 겐지(建治) 원년 10월 25일(1864년 11월 24일))는 일본 에도 시대 후기의 무사로 쓰시마 후추번의 번사이다. 이름은 和礼. 통칭 따로 요시자에몬이라고도 하였다.
간조부교(勘定奉行)와 오오메쓰케(大目付) 등을 거쳐 가한레이(加判列, 가로)가 되었다. 겐지 원년(1864년) 번교(藩校, 번립 학교)인 닛신칸 (쓰시마 후추번)의 창설을 주재.
금문의 변으로 존왕파의 세력이 쇠퇴하고 좌막파 가쓰이 고바치로에 의해 존왕파의 지도자로 투옥되어, 10월 25일 옥사했다.